# Sreten Mokrović
Sreten Mokrović (Zagreb, 1957.) je hrvatski kazališni, televizijski i filmski glumac.

## Filmografija

### Televizijske uloge
- "Počivali u miru" kao Vjeran Bedrica (2017.)
- "Crno-bijeli svijet" kao Jura Kipčić (2015. – 2019.)
- "Stipe u gostima" kao inspektor Maras (2014.)
- "Loza" kao Kuzma (2011. – 2012.)
- "Mamutica" kao Božidar "Božo" Kovačević (2008. – 2010.)
- "Dobre namjere" kao inspektor Boban (2007. – 2008.)
- "Odmori se, zaslužio si" kao Ante Grmić (2006.)
- "Kad zvoni?" kao policajac (2005.)
- "Putovanje u Vučjak" kao Gavrić (1986.)
- "Nepokoreni grad" kao Albin (1982.)
- "Kontesa Dora" kao Miroslav Krleža (1993.)

### Filmske uloge
- "Korak po korak" kao Tomo Kralj (2011.)
- "Welcome" kao otac (2010.)
- "Reciklus" kao kolega (2008.)
- "Mrtvi kutovi" kao inspektor Neno (2005.)
- "Duga mračna noć" (2004.)
- "Slučajna suputnica" kao Zima (2004.)
- "Svjedoci" kao doktor (2003.)
- "Konjanik" kao Ismail (2003.)
- "Ne dao Bog većeg zla" kao razrednik (2002.)
- "Je li jasno, prijatelju?" kao Somi (2000.)
- "Četverored" kao Franta Podolnik (1999.)
- "Tri muškarca Melite Žganjer" (1998.)
- "Treća žena" (1997.)
- "Rusko meso" (1997.)
- "Putovanje tamnom polutkom" kao policajac (1995.)
- "Isprani" (1995.)
- "Mrtva točka" (1995.)
- "Noć za slušanje" (1995.)
- "Zlatne godine" kao Pjer (1992.)
- "The Sands of Time" kao stražar Fuente (1992.)
- "Papa mora umrijeti" (1991.)
- "Fatal Sky" kao prodavač novina (1990.)
- "The Forgotten" kao policajac (1989.)
- "The Great Escape II: The Untold Story" kao Wielenov asistent (1988.)
- "Intrigue" (1988.)
- "The Dirty Dozen: The Fatal Mission" (1988.)
- "Eter" (1985.)
- "Daj što daš" kao Zoran (1979.)

### Sinkronizacija
- "Ratovi zvijezda: Ratovi klonova" kao Hondo Ohnaka (S1-2), Almec (S2-3), Gray i Trench (S2), Otac, Predsjednik Papanoida i Saesee Tiin (S3) (2020.)
- "Galileo, ipak se kreće" kao Galileo Galilei, lisac Rodo Monte, vraničin pomagač vjeverica Babu, patuljak Lergo, bumbar Gastone, zmaj Bonton, gradonačelnik Andrija, vuk, morsko čudovište, Aničin djed i pingvin (2020.)
- "Tko se boji vuka još" kao Mrga (2016.)
- "Hugo i lovci na duhove" kao knjižničar (2016.)
- "Mali princ" kao Zmija (2015.)
- "Merida hrabra" kao Knez Macguffin (2012.)
- "Ninja kornjače" kao pripovjedač i Max Zima (2007.)
- "Putnici" kao gnom Masklin
- "Riblje redarstvo" kao inspektor Gil
- "Princ Valiant" kao Sir Gawain i Robert Draconarius
- "Divlje mačke" kao Warblade
- "Conan pustolov" kao Conan barbarin (1997.)
- "Balto" kao Balto (1995.)

## Vanjske poveznice
- Sreten Mokrović u internetskoj bazi filmova IMDb-u (engl.)
- Stranica na Zekaem.hr